# Obey the Brave
Obey the Brave es una banda canadiense de metalcore originaria de Montreal, Québec. La banda fue fundada en 2011 por el vocalista Alex Erian , el guitarrista John Campbell, el baterista Steve Morotti, el bajista Miguel Lepage y el guitarrista Greg Wood, pero Greg Wood se retira en 2015 y fue reemplazado por el guitarrista Terrence McAuley.

## Historia

### Formación y primeros lanzamientos (2009–2011)
La banda fue creada en 2011 por el vocalista Alex Erian (ex-Despised Icon), el guitarrista John Campbell ex-Blind Witness), el bajista Miguel Lepage (ex-Blind Witness), el guitarrista Greg Wood y elbaterista Steve Morotti. la banda firma con el sello discográfico Good Fight Music, donde bandas como While She Sleeps, This or the Apocalypse y The Chariot estaban bajo contrato del sello discográfico, y en 22 de mayo de 2012 la banda lanzó el EP titulado Ups and Downs, finalmente como un disco de vinilo y como descarga gratuita.

### Young Blood(2012–2013)
El 3 de agosto de 2012, la banda junto a Suicide Silence, The Word Alive, I See Stars, A Skylit Drive y Stick to Your Guns en el All Stars Tour Estados Unidos. La banda dio en otros puntos de Estados Unidos como Los Ángeles, Denver, Salt Lake City, Chicago, Nueva York y Houston. El 28 de agosto de 2012, la banda lanza su álbum debut "Youngblood" firmando para Epitaph Records y Distort Entertainment.

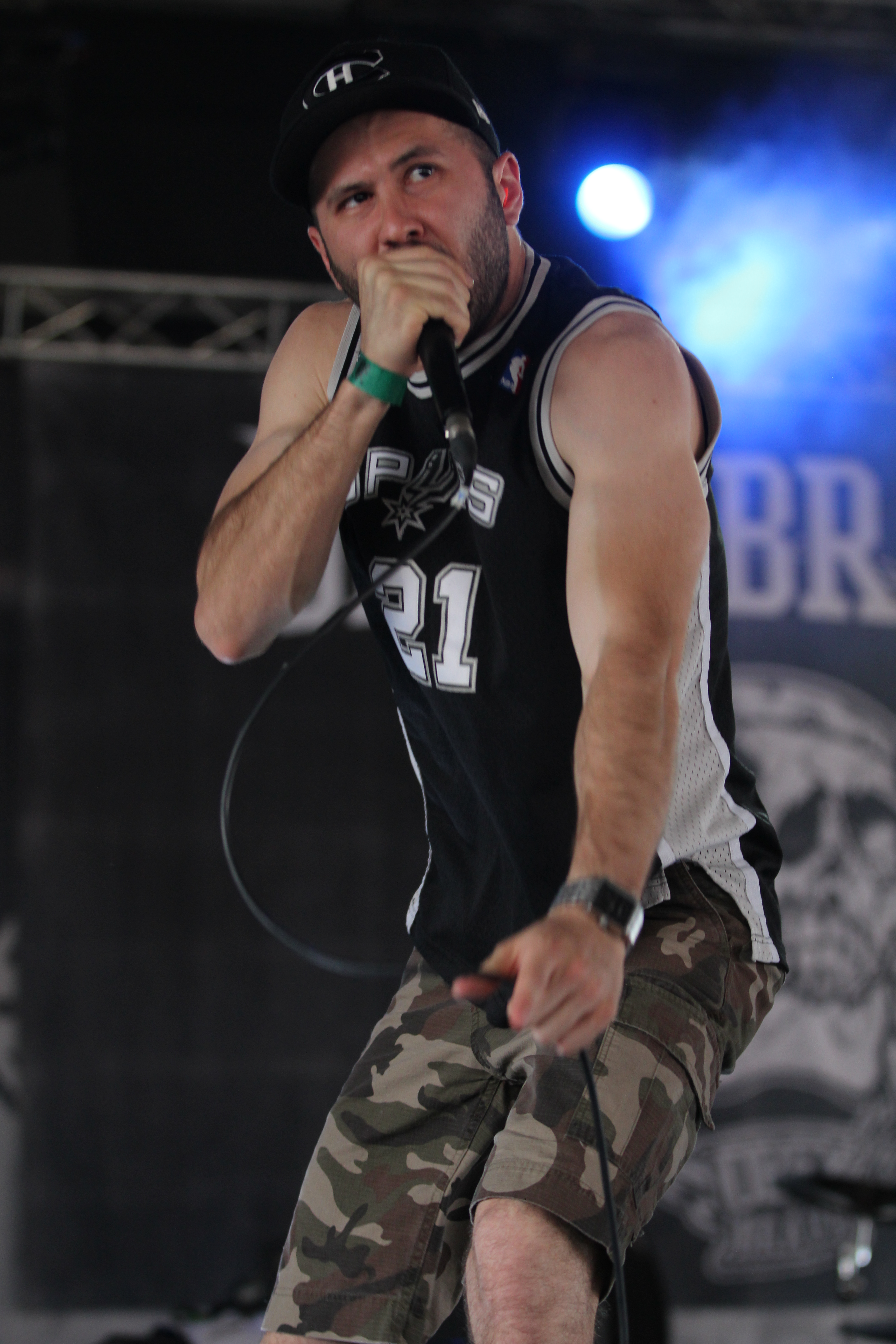
Alexandre "Alex" Erian, vocalista y fundador de la banda.

En 20 de octubre de 2012, la banda fue visto por primera vez en Europa. La banda se reunió junto con For the Fallen Dreams, We Came as Romans y Blessthefall en el Impericon Never Say Die! Tour en Alemania, Austria, Suiza, República Checa, Italia, Francia, Países Bajos, Suecia, Bélgica, Luxemburgo y Reino Unido.
Entre enero y febrero del 2013. La banda era parte de The Brothers of Brutality una gira por parte de Whitechapel y Emmure, que fue presentado en Estados Unidos y Canadá. Entre abril y mayo del 2013 la banda nuevamente va de gira con Emmure, esta vez en The Mosh Lives-Tour, que también estuvo acompañado por Buried in Verona, Attila y Chelsea Grin. La banda era parte del "Impericon Festival" en Leipzig. En agosto llegó la primera gira de conciertos en Australia, apareció como telonero a la banda australiana Boris the Blade. Inmediatamente después, fue seguido de un tour en Asia. Entre el 7 y el 30 de noviembre de 2013, la banda junto a Stray, Heart in Hand y Relentless fue visto como el acto de apertura de Deez Nuts en Europa.

### Salvation(2013–presente)
En septiembre de 2013, la banda lanzó "Full Circle", la primera canción del segundo álbum. El 11 de agosto de 2014, seguida de el segundo videoclip llamado "Raise Your Voice". El mismo día, la banda anunció que el segundo álbum es "Salvation" y será lanzado el 16 de septiembre de 2014 por Epitaph Records.
El 4 de julio de 2014, la banda tocó en el "Hardbowl-Bühne" entre otros con Being as an Ocean, Blessthefall, Of Mice & Men, Protest the Hero y Stick to Your Guns en el "With Full Force".
A partir de 19 de septiembre de 2014, hasta el 25 de octubre de 2014 la banda está en su gira por Estados Unidos para tocar en el acto de apertura de The Amity Affliction. Más actos de apertura de For the Fallen Dreams, Crossfaith, Favorite Weapon y Exotype. Como parte del invitado de "Never Say Die!Tour" tocaría en noviembre, una gira europea con Capsize, More Than a Thousand, No Bragging Rights, Comeback Kid, Stick to Your Guns y Terror.
En 1 de mayo de 2015 como una aparición en el Groezrock como la cabecera de Macbeth Stage. Entre el 3 de abril de 2015 y el 2 de mayo de 2015. La banda está de gira con Malevolence, Napoleon y Kublai Khan por varias ciudades europeas. Entre ellos se encuentran varias apariciones en el Impericon Festival en París, Zúrich, Viena, Oberhausen y Leipzig Entre el 6 a 24 de mayo del 2015, la banda realizó una gira latinoamericana, con conciertos en México, Panamá, Brasil, Argentina y Chile. En el verano de 2015, el grupo tocó en el "Summer Breeze 2015" en Dinkelsbühl.

## Estilo
A diferencia de Despised Icon y Blind Witness, donde los miembros individuales de Obey The Brave estaban activos que eran exclusivos de la barandilla deathcore, Obey The Brave toca más bien una influencia por el Metal y Punk, que se hace referencia en la escena como Metalcore.

## Miembros
| Miembros actuales - Alexandre "Alex" Erian – voz (2012–presente) - Jon Campbell – guitarra (2012–presente) - Terrence McAuley – guitarra (2015–presente) - Stevie Morotti – batería (2012–presente) - Miguel Lepage – bajo (2012–presente) | - Greg Wood – guitarra (2012–2015) |

## Discografía
EP
- 2012 – "Ups and Downs" (Good Fight Music)

Álbum de estudio
| Young Blood                                     | - Lanzamiento: 28 de agosto de 2012 - Sello: Epitaph Records, Distort Entertainment - Formato: CD, descarga digital - Productor: Lussier Antoine | 37 | — | — |
| Salvation                                       | - Lanzamiento: 16 de septiembre de 2013 - Sello: Epitaph Records - Formato: CD, descarga digital - Productor: Lussier Antoine                    | —  | — | — |
| "—" denota una grabación sin información chart. | |    |   |   |